# Karl Wendlinger
Karl Wendlinger (Kufstein, Austria; 20 de diciembre de 1968) es un expiloto de automovilismo austriaco. Participó en más de 40 Grandes Premios de Fórmula 1.

## Carrera deportiva
En su juventud, Wendlinger fue campeón de F3 Austríaca (1988) y F3 Alemana (1989). En Fórmula 1 compitió en las escuderías Leyton House, March y Sauber desde 1991 hasta 1995. En 1994 en los entrenamientos libres del Gran Premio de Mónaco sufrió un accidente en la curva Nouvelle Chicane que lo dejó en coma por 19 días.
Luego de su paso por la F1, compitió en turismos y sport prototipos. Fue campeón del Campeonato FIA GT junto a Olivier Beretta en 1999 y obtuvo resultados destacados en American Le Mans Series y las 24 Horas de Le Mans.
Su competencia más reciente fue en 2016.

## Resultados

### Fórmula 1
(Clave) (negrita indica pole position) (cursiva indica vuelta rápida)

| Año     | Escudería              | 1       | 2       | 3       | 4       | 5       | 6       | 7     | 8       | 9       | 10     | 11      | 12      | 13     | 14      | 15      | 16     | 17      | Pos. | Puntos |
| ------- | ---------------------- | ------- | ------- | ------- | ------- | ------- | ------- | ----- | ------- | ------- | ------ | ------- | ------- | ------ | ------- | ------- | ------ | ------- | ---- | ------ |
| 1991    | Leyton House Racing    | USA     | BRA     | SMR     | MON     | CAN     | MEX     | FRA   | GBR     | GER     | HUN    | BEL     | ITA     | POR    | ESP     | JPN Ret | AUS 20 |         | NC   | 0      |
| 1992    | March F1               | RSA Ret | MEX Ret | BRA Ret | ESP 8   | SMR 12  | MON Ret | CAN 4 | FRA Ret | GBR Ret | GER 16 | HUN Ret | BEL 11  | ITA 10 | POR Ret | JPN     | AUS    |         | 12.º | 3      |
| 1993    | Team Sauber Formula 1  | RSA Ret | BRA Ret | EUR Ret | SMR Ret | ESP Ret | MON 13  | CAN 6 | FRA Ret | GBR Ret | GER 9  | HUN 6   | BEL Ret | ITA 4  | POR 5   | JPN Ret | AUS 15 |         | 12.º | 7      |
| 1994    | Broker Sauber Mercedes | BRA 6   | PAC Ret | SMR 4   | MON DNS | ESP     | CAN     | FRA   | GBR     | GER     | HUN    | BEL     | ITA     | POR    | EUR     | JPN     | AUS    |         | 19.º | 4      |
| 1995    | Red Bull Sauber Ford   | BRA Ret | ARG Ret | SMR Ret | ESP 13  | MON     | CAN     | FRA   | GBR     | GER     | HUN    | BEL     | ITA     | POR    | EUR     | PAC     | JPN 10 | AUS Ret | NC   | 0      |
| Fuente: |                        |         |         |         |         |         |         |       |         |         |        |         |         |        |         |         |        |         |      |        |